# فلافيو هنريكي إستيفيز غيديس
فلافيو هنريكي إستيفيز غيديس (بالبرتغالية: Flávio Henrique Esteves Guedes‏) هو لاعب كرة قدم برازيلي في مركز حراسة المرمى، ولد في 5 مارس 1985 في تيوفيلو أوتوني في البرازيل. لعب مع بوتافوغو ريغاتاس ونادي بوا إيسبورت ونادي كروزيرو.